# Ваніко Абашидзе
Ваніко Абашидзе (29 січня 1896, Кутаїсі — 1937) — грузинський актор. Батько актора Додо Абашидзе.

## Біографія
Навчався в Тбіліській консерваторії (1920—1922), у драматичній студії Акакія Фагави (1922—1926). У 1924—1936 роках був актором театру імені Руставелі. Зіграв Соломона Морбеладзе («Осінні вельможі» Серго Клдіашвілі за оповіданнями Давіта Клдіашвілі), Ібрагімі («Анзор» Сандро Шаншіашвілі за мотивами Всеволода Іванова «Броневик 14-69») та інші характерні та комедійні ролі, «Гурія Ніношвілі» Шалви Дадіані (за оповіданнями Егнате Ніношвілі), «Осінні дворяни» Серго Клдіашвілі, «Набічварі» Грігола Бухнікашвілі (за комедією Василя Шкваркіна «Чужа дитина»). Заслужений артист Грузинської РСР (1934).
Розстріляний у 1937 році за наказом «Великої трійки» Наркомату внутрішніх справ. Реабілітований після смерті.